# Näsby församling, Västerås stift
Näsby församling är en församling i Bergslagens kontrakt, Västerås stift. Församlingen ligger i Lindesbergs kommun och ingår i Näsby-Fellingsbro pastorat. 

## Administrativ historik
Församlingen har medeltida ursprung och var till 1962 moderförsamling i pastoratet Näsby och Ervalla för att från 1962 till 2014 utgöra ett eget pastorat. Från 2014 ingår församlingen i Näsby-Fellingsbro pastorat.

## Kyrkor
- Näsby kyrka